# Eleutherodactylus pallidus
Espèce
Synonymes
- Syrrhophus modestus pallidus Duellman, 1958

Statut de conservation UICN

 LC  : Préoccupation mineure
Eleutherodactylus pallidus est une espèce d'amphibiens de la famille des Eleutherodactylidae.

## Répartition
Cette espèce est endémique du Nayarit au Mexique. Elle se rencontre dans la plaine côtière de l'État et dans les îles Marías.

## Publication originale
- Duellman, 1958 : A review of the frogs of the genus Syrrhophus in western Mexico. Occasional papers of the Museum of Zoology University of Michigan, vol. 594, p. 1-15 (texte intégral).